# Saltendorf (Höchstadt an der Aisch)
Saltendorf ist ein Gemeindeteil der Stadt Höchstadt an der Aisch im Landkreis Erlangen-Höchstadt (Mittelfranken, Bayern). Saltendorf liegt in der Gemarkung Etzelskirchen.

## Geografie
Beim Dorf fließen zwei namenlose Bäche zum Erlenbach zusammen, einem linken Zufluss der Aisch, der südlich des Ortes eine Kette von Weihern speist. Der rechte Nebenarm speist nordwestlich des Ortes die Saltendorfer Weiher, der linke Nebenarm nordöstlich den Münchsweiher. Im Süden und unmittelbar nordwestlich des Ortes grenzen Acker- und Grünland an. Ansonsten ist der Ort von Waldgebieten umgeben: im Südosten wird die Parzelle Hundsschlag genannt, im Osten Berghölzer und im Nordwesten Strittsee.
Die Staatsstraße 2254 verläuft die A 3 unterquerend nach Etzelskirchen (2,1 km südwestlich) bzw. nach Bösenbechhofen (1 km nordöstlich). Eine Gemeindeverbindungsstraße führt nach Medbach zur Kreisstraße ERH 36 (2,7 km südlich).

## Geschichte
Der Ort wurde 1303 im Würzburgischen Lehenbuch erstmals urkundlich erwähnt mit Gundlach und Heinrich von Winden als Lehensträger von Gütern im Ort. Saltendorf gehörte ursprünglich zum Hofverband Etzelskirchen und kam wohl mit diesem 1017 zum Kloster Michelsberg, wenngleich der Ort nicht explizit genannt wurde. Wann die lehnsherrlichen Ansprüche von Würzburg auf das Kloster übergingen und dieses dadurch alleiniger Lehnsherr wurde, lässt sich nicht ermitteln.
Gegen Ende des 18. Jahrhunderts gab es in Saltendorf 7 Anwesen (4 Höfe, 2 Halbhöfe, 1 Hirtenhaus). Das Hochgericht übte das bambergische Centamt Höchstadt aus. Die Dorf- und Gemeindeherrschaft sowie die Grundherrschaft über alle Anwesen hatte das Kastenamt Gremsdorf des Klosters Michelsberg. Das Hirtenhaus gehörte der Gemeinde.
Im Rahmen des Gemeindeedikts wurde Saltendorf dem 1808 gebildeten Steuerdistrikt Etzelskirchen und der im selben Jahr gebildeten Ruralgemeinde Etzelskirchen zugewiesen.
Am 1. Januar 1972 wurde Saltendorf im Zuge der Gebietsreform in die Stadt Höchstadt an der Aisch eingegliedert.

### Einwohnerentwicklung
| Jahr      | 001827 | 001861 | 001871 | 001885 | 001900 | 001925 | 001950 | 001961 | 001970 | 001987 |
| Einwohner | 70     | 42     | 52     | 63     | 46     | 49     | 111    | 81     | 73     | 69     |
| Häuser    |        |        |        | 9      | 8      | 9      | 14     | 13     |        | 19     |
| Quelle    | [ 9 ]  | [ 10 ] | [ 11 ] | [ 12 ] | [ 13 ] | [ 14 ] | [ 15 ] | [ 16 ] | [ 17 ] | [ 1 ]  |

## Religion
Der Ort ist römisch-katholisch geprägt und nach St. Jakobus Maior (Etzelskirchen) gepfarrt. Die Einwohner evangelisch-lutherischer Konfession waren ursprünglich nach St. Oswald (Lonnerstadt) gepfarrt, heute ist die Pfarrei Höchstadt zuständig.